# 木古內町
木古內町（日语：／ Kikonai chō */?）是位於北海道渡島綜合振興局南部、渡島半島西南部的城鎮，南邊面向津輕海峽，北部為山區。轄區內除了小部分的平原外大多為山區和丘陵。當地以漁業、農業和畜牧業為主。木古内町自江戶時代起便一直是北海道的交通樞紐之一，境內設有北海道新幹線木古内車站。
町名源自阿伊努語的「rir-o-nay」，意思是潮水流入的河川。

## 歷史
- 1433年：開始有日本人居住。[5]
- 1879年：設置木古內、泉澤、札苅3村戶長役場。[4]
- 1902年4月1日：木古內村、釜谷村、泉澤村、札苅村合併為木古內村，並成為北海道二級村。[6]
- 1919年4月1日：木古內村成為北海道一級村。
- 1942年10月1日：木古內村改制為木古內町。

## 交通

### 機場
- 函館機場（位於函館市）

### 鐵路
- 北海道旅客鐵道
  - 江差線：2016年停驶，部分路段转让至道南渔火铁道
  - 北海道新干线：木古內車站
  - 松前線：已於1988年停駛
- 道南渔火铁道
  - 道南渔火铁道线：木古內車站 - 札苅車站 - 泉澤車站 - 釜谷車站

|  |  |

### 道路
| 一般國道 - 國道228號 | 主要地方道 - 北海道道5號号江差木古內線 道道 - 北海道道383號木古內停車場線 - 北海道道605號中野木古內停車場線 |

### 巴士
- 函館巴士

## 觀光景點
| - 龜川溫泉 | - 木古內町寒中禊祭 |

## 教育

### 高等學校
- 道立北海道木古內高等學校

### 中學校
- 木古內町立木古內中學校

### 小學校
| - 木古內町立木古內小學校 | - 木古內町立鶴岡小學校 |

## 姊妹市・友好都市

### 日本
- 蟹田町（青森縣東津輕郡）：現已合併為外濱町。
- 鶴岡市（山形縣）

## 本地出身的名人
- 吉田一穗：詩人、評論家、童話作家

## 外部連結
- （日語）木古內警察署
- （日語）上磯郡漁會 （页面存档备份，存于）